# ۱۳۲۷ (قمری)
۱۳۲۷ (قمری)، هزار و سیصد و بیست و هفتمین سال در گاهشماری هجری قمری است. اول محرم این سال برابر با بیست و سوم ژانویه سال ۱۹۰۹ میلادی است.

## درگذشتگان
- شیخ فضل الله نوری
- میرزا حبیب خراسانی
- میرزا هاشم دوچی
- صنیع السلطنه

## وابسته
- جنبش مشروطه ایران
- صادق خان اکبر
- منوچهر اقبال
- تنبیه‌الامه و تنزیه‌المله
- تاریخ بیداری ایرانیان